# Алекс Алексиев
Александър (Алекс) Райков Алексиев е български политолог, политически анализатор, дисидент.

## Биография

### Ранни години
Роден е в София на 20 ноември 1941 г. Трети син в семейството на Райко Алексиев и Весела Грънчарова.
Завършва английска филология в Софийския университет.

### В емиграция
През 1965 г. емигрира в САЩ. Завършва магистратура по политология в Калифорнийския университет в Лос Анджелис. По-късно се утвърждава като водещ анализатор по въпроси, свързани със страните от комунистическия лагер. Бил е политически анализатор за изследователски център към RAND Corporation (анализи в сферата на международната сигурност). В САЩ Алексиев е известен като един от най-добрите познавачи на съветологията и радикалния ислям.[източник? (Поискан преди 21 дни)]
В края на Студената война Алексиев е изпълнителен директор на европейската секция на Радио „Свободна Европа“ в Мюнхен.
Специален пратеник на американското правителство в Прибалтийските държави, изпълняващ мисия там преди падането на Берлинската стена.

### Късни години
За пръв път се завръща в България след промените от 10 ноември 1989 г. Бил е съветник по външната политика на Филип Димитров през 1991 г.
През 1992 г. отново е в САЩ и работни известно време в Института „Хувър“. Консултира някои американски неправителствени институции. Военни и дипломатически среди в САЩ ползват анализите му по националната сигурност.
Бил е научен сътрудник в института „Хъдсън“. Известен е и като експерт по радикален ислям.
През 2014 г. се кандидатира като независим кандидат на евроизборите, но регистрацията му е обявена за недействителна.
Умира на 28 юли 2019 г. Погребан е в семейния си гроб в парцел 34 на Централните софийски гробища.